# Maximilian von Feilitzsch

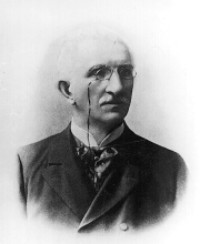
Maximilian Freiherr von Feilitzsch

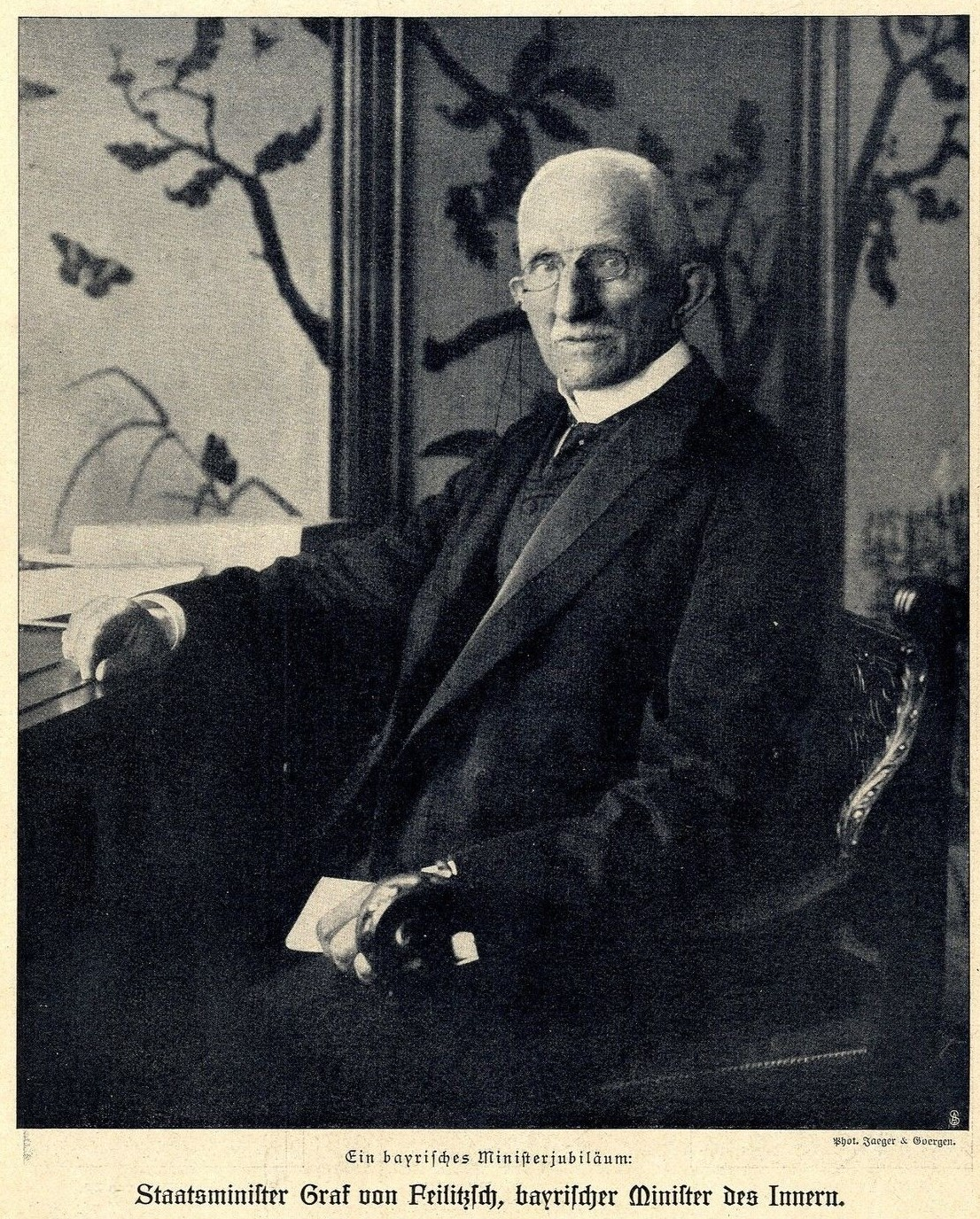
Maximilian Graf von Feilitzsch (1906)

Maximilian Alexander Freiherr von Feilitzsch, seit 1904 Graf von Feilitzsch (* 12. August 1834 in Trogen, Oberfranken; † 19. Juni 1913 in München), war bayerischer Staatsminister des Innern.

## Leben
Er entstammte dem alten vogtländisch-fränkischen Adelsgeschlecht von Feilitzsch und war der Sohn von Alexander Freiherr von Feilitzsch (1803–1873) und dessen Ehefrau Franziska, geborene Du Jarrys von La Roche (1809–1848). Feilitzsch war königlich bayerischer Kämmerer, Staatsrat, Staatsminister des Innern und bayerischer Bevollmächtigter zum Bundesrat des Deutschen Reiches.
Feilitzsch studierte zunächst Rechtswissenschaften, trat dann in den bayerischen Staatsdienst und wurde 1862 Bezirksamtsassessor in Neustadt an der Saale. 1865 wurde er Sekretär, 1867 Regierungsrat und 1872 Oberregierungsrat im Ministerium des Innern. Während des Krieges gegen Preußen 1866 und gegen Frankreich 1870/71 war er als Zivilkommissar beim bayerischen Heer tätig. 1873 erhielt er die Leitung der Polizeidirektion in München, seit 1877 mit dem Titel Polizeipräsident, und wurde 1880 Präsident der Regierung von Oberbayern.
Im Jahr 1881 wurde Feilitzsch Nachfolger von Sigmund von Pfeufer als Staatsminister des Innern und hielt dieses Amt bis 1907. In einigen Punkten kam er den sozialpolitischen Wünschen der klerikalen Mehrheit des Abgeordnetenhauses entgegen, ohne aber in den Hauptfragen die freisinnigen Grundsätze zu verleugnen.
Er wurde 1913 auf dem Schloßfriedhof in Wolframshof, einem Ortsteil von Kastl im Landkreis Tirschenreuth in der Oberpfalz, in einer Grabkapelle beigesetzt.
Der hochdekorierte und wegen Tapferkeit geadelte pfälzische Offizier Gottfried von Goos (1776–1822) war sein Großonkel (Bruder der Großmutter).

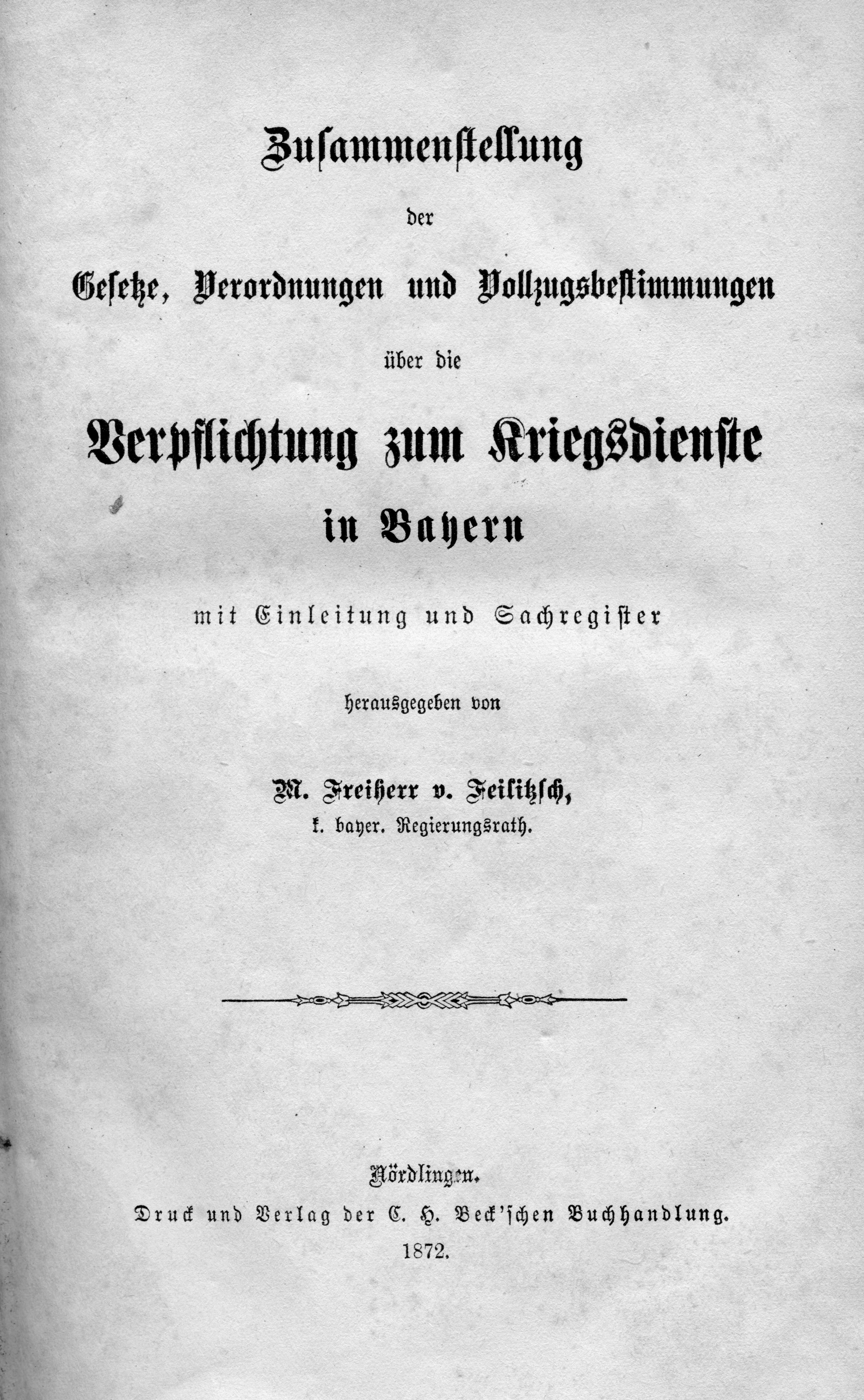
Schrift über den Kriegsdienst in Bayern (1872)

## Familie
Am 25. Mai 1869 heiratete Maximilian in Strössendorf Marie Freiin von Seckendorff (* 6. Oktober 1844; † 14. Juli 1935). Das Paar hatte folgende Töchter:
- Marie (* 1870)
- Franziska (* 1871) ⚭ 1891 Ignaz Freiherr von Godin († 1917, gefallen)
- Marie (* 1875)

⚭ 1905 Ludwig Freiherr von Lindenfels († 1917)
⚭ 1921 Lambert Graf von Oberndorff († 1940)

## Ehrungen
Feilitzsch wurde am 11. August 1904 in München in den bayerischen Grafenstand erhoben. Ferner war er Dr. med. h. c.
- Feilitzschstraße in München (1890)
- der ehemalige Feilitzschplatz in München, die heutige Münchner Freiheit
- Ehrenbürger von Bamberg (1898)
- Ehrenbürger von München (1903)
- Ehrenmitglied des Bayerischen Bezirksvereins des Vereins Deutscher Ingenieure (VDI)[2]

## Schriften
- Verpflichtung zum Kriegsdienste in Bayern, Einleitung und Sachregister,  München 1872.